# قانون اهم

V، I و R، پارامترهای قانون اهم

قانون اُهم که به نام کاشف آن جرج سیمون اهم نام‌گذاری شده‌است، بیان می‌دارد که نسبت اختلاف پتانسیل (یا اُفت ولتاژ) بین دوسَر یک جسم (مقاومت) به جریان عبوری از آن به شرطی که دما ثابت بماند، مقدار ثابتی است:
{\displaystyle R={\frac {V}{I}}}
که در آن V ولتاژ و I جریان است. این معادله منجر به یک ثابت نسبی R می‌شود که مقاومت الکتریکی آن جسم (ماده) نامیده می‌شود. البته این قانون تنها برای مقاومت‌هایی صادق است که مقاومت‌شان به ولتاژ اعمالی دوسَرشان وابسته نباشد که به این مقاومت‌ها مقاومت‌های اهمی یا ایدئال یا وسیله‌های اهمی گفته می‌شود. خوشبختانه شرایطی که در آن قانون اهم صادق است، بسیار عمومی است. (قانون اهم هیچگاه برای اجسام در دنیای واقعی کاملاً دقیق نیست چرا که هیچ جسم واقعی وجود ندارد که یک جسم اهمی باشد). معادله {\textstyle R=V/I} حتی برای اجسام غیراُهمی هم صادق است، اما در آن صورت دیگر مقاومت {\displaystyle R} یک مقدار ثابت نیست و به مقدار {\displaystyle V} وابسته‌ است. برای این‌که بررسی کنیم که آیا جسمی اهمی است یا نه، می‌توان {\displaystyle V} را بر حسب {\displaystyle I} رسم کرد و نمودار بدست آمده را با خط مستقیمی که از مبدأ می‌گذرد مقایسه کرد.
قانون اهم اغلب به‌صورت:
{\displaystyle V=I\cdot R}
بیان می‌شود چرا که این معادله صورتی است که اکثر اوقات همراه مقاومت‌ها بکار برده می‌شود. فیزیکدانان اغلب فرم میکروسکوپیک قانون اهم را استفاده می‌کنند:
{\displaystyle \mathbf {j} =\sigma \cdot \mathbf {E} }
که در آن j چگالی جریان (جریان عبوری از واحد حجم)، σ ضریب هدایت الکتریکی و E میدان الکتریکی است؛ و در واقع فرمی است که اهم قانونش را بیان کرد. فرم عمومی {\displaystyle V=I\cdot R} که در طراحی مدارات بکار می‌رود، نسخه ماکروسکوپیک متوسط‌گیری شده فرم اصلی است.
دانستن این مطلب مهم است که قانون اهم یک قانون گرفته شده از ریاضیات نیست ولی به‌خوبی توسط شواهد تجربی تأیید می‌شود. گاهی هم قانون اهم به هم می‌خورد چرا که این قانون بسیار ساده‌سازی شده‌است.
منشأ اصلی به وجود آمدن مقاومت در مواد در برابر جریان الکتریکی را می‌توان عیب‌ها، ناخالصی‌های مواد و این واقعیت که الکترون‌ها خودشان اتم‌ها را به این طرف و آن طرف می‌زنند، دانست. وقتی که دمای فلز افزایش می‌یابد، عامل سوم نیز افزایش می‌یابد بنابراین، وقتی که یک جسم به علت عبور جریان الکتریکی از آن گرم می‌شود، مانند رشته داخل حباب لامپ، مقاومتش افزایش می‌یابد.
مقاومت یک جسم از معادله زیر بدست می‌آید:
که در آن {\displaystyle \rho _{0}} مقاومت ویژه، Lطول جسم هادی، A مساحت سطح مقطع آن، {\displaystyle T} دمای جسم، {\displaystyle T_{0}} یک دمای مرجع (معمولاً دمای اتاق) و {\displaystyle \alpha } ثابت ویژه ماده جسم هادی‌اند.

## رابطه با هدایت گرما
معادله انتشار الکتریسیته که بر اساس اصول اهم بیان شده‌است، مشابه معادله ژوزف فوریه برای انتشار گرما است و اگر ما در روش حل فوریه یک مسئله هدایت گرمایی واژه دما را به پتانسیل الکتریکی تغییر داده و جریان الکتریکی را به جای شار گرمایی بکار ببریم، در آن صورت ما دارای روش حل فوریه مسئله مشابه برای هدایت الکتریکی خواهیم بود. پایه کار فوریه ایده و تعریف واضح او از هدایت بود. اما امر این شامل فرضی است که بی تردید برای گرادیان‌های دمای کوچک درست است. فرض در نظر گرفته شده این است که اگر تمامی متغیرها ثابت باشند، شار آزمایش‌های مربوط به گرما به شدت متناسب با گرادیان دما است.
فرض کاملاً مشابهی هم در بیان قانون اهم گذاشته شده که اگر مابقی متغیرها یکسان در نظر گرفته شوند، قدرت جریان در هر نقطه متناسب با گرادیان پتانسیل الکتریکی است. با روش‌های پیشرفته موجود، بررسی دقت این فرض در الکتریسته از آزمایش‌های مربوط به گرما بسیار آسان‌تر است.